# Хронологична таблица за откриване и изследване на Европа (от древността до края на XVIII в.)
| Години                                           | Име на откривател, изследовател                       | Направени открития и изследвания | Изследванията засягат следните съвременни държави                                                              |
| ------------------------------------------------ | ----------------------------------------------------- | --- | --- |
| 3-то хил. пр. Хр.                                | древни египтяни                                       | Откриване на остров Крит | Гърция |
| началото на XVI в. пр. Хр.                       | минойци                                               | Завоюване на целия остров Крит, островите в южната част на Егейско море, крайбрежните части на п-ов Пелопонес и островите на юг и северозапад от него (Китира, Закинтос, Кефалония и др.) | Гърция |
| XV – XIII в. пр. Хр.                             | ахейци/микенци                                        | Откриване и завоюване на целия п-ов Пелопонес, Северните Спорадски о-ви, остров Лемнос, Халкидическия полуостров, Солунския залив, равнината Тесалия, планините Олимп на север и Пинд на запад и протока Дарданели. Основаване на редица селища по южните брегове на Балканския полуостров | Гърция, Турция                                                                                                 |
| края на 2-рото – началото на 1-вото хил. пр. Хр. | финикийци                                             | Откриване и опознаване на цялото северно крайбрежие на Средиземно море, в т.ч. част от бреговете на Апенинския полуостров, островите Сицилия, Малта, Сардиния и Корсика, Балеарските о-ви, средиземноморските и част от атлантическите брегове на Пиренейския п-ов и Гибралтарския проток | Италия, Малта, Испания, Португалия                                                                             |
| VI – V в. пр. Хр.                                | древни гърци                                          | Колонизация на Йонийските о-ви, западните брегове на Балканския полуостров, североизточните брегове на Апенинския полуостров, бреговете на Тиренско, Лигурийско море и Лионския залив. Откриване на протока Босфор и колонизация на цялото крайбрежие на Черно и Азовско море, в т.ч. Бургаския залив, устията на реките Дунав, Днестър, Днепър, Южен Буг и Дон, п-ов Крим и Керченския проток. Първи сведения за релефа във вътрешността на Балканския полуостров | Албания, Черна гора, Хърватия, Италия, Франция, Турция, България, Румъния, Украйна, Русия, Република Македония |
| 325 – 320 пр. Хр.                                | Питей                                                 | Първо плаване покрай западните брегове на Европа и достигане до Британските о-ви. Откриване на западните и северни брегове на Пиренейския полуостров, бреговете на Бискайския залив, протока Ламанш, западните брегове на Великобритания, част о Хебридските о-ви, Оркнейските о-ви, източните брегове на Великобритания и вероятно бреговете на днешните Белгия, Нидерландия и Германия | Португалия, Испания, Франция, Великобритания, Белгия, Нидерландия, Германия                                    |
| III – II в. пр. Хр.                              | картагенци                                            | Откриване, опознаване и завоюване ва вътрешните райони на Пиренейския полуостров | Испания |
| 218 пр. Хр.                                      | Ханибал                                               | Военен поход от Испания в Италия и откриване на южните части на днешна Франция и Западните Алпи | Франция, Италия                                                                                                |
| 210 – 132 пр. Хр.                                | римляни                                               | Завладяване на почти целия Пиренейски полуостров: 210 – 205 пр. Хр. – Публий Корнелий Сципион Африкански – завладяване на източните и южни крайбрежни райони на полуострова; 205 – 197 пр. Хр. – завладяване на долния и средния басейн на река Ебро и югоизточните склонове на Пиренеите; 197-ок. 180 пр. Хр. – Порций Катон – покоряване на вътрешността на полуострова и днешните земи на Португалия; ок. 180 – 152 – Тиберий Гракх – завладяване на южните склонове на Кантабрийските планини; 152 – 132 пр. Хр. – Квинт Сервилий Цепион – пълно завладяване на Португалия и Галисия | Испания, Португалия                                                                                            |
| 58 – 52 пр. Хр.                                  | Юлий Цезар                                            | Завладяване на Галия (днешна Франция), в т.ч. средното течение на Рона и басейните на реките Гарона, Сона, Лоара, Сена и Уаза (58 – 57 пр. Хр.); полуостровите Котантен и Бретан и крайбрежието на Бискайския залив (56 пр. Хр.). Първо нахлуване в Германия и откриване на планините Вогези и Ардени и долното течение на река Рейн (56 пр. Хр.). Първо нахлуване в Британия и откриване и завладяване на югоизточните части на острова (55 – 54 пр. Хр.). Втори поход в Германия (54 – 53 пр. Хр.). Окончателно завладяване и покоряване на Галия, в т.ч. Централния Френски масив и Парижкия басейн (52 пр. Хр.) | Франция, Люксембург, Белгия, Нидерландия, Германия, Великобритания                                             |
| 35 пр. Хр. – 89 сл. Хр.                          | римляни                                               | Откриване и завладяване басейна на река Дунав: 35 – 33 пр. Хр. – Октавиан Август – Завоюване на междуречието на реките Драва и Сава; 29 – 28 пр. Хр. – Марк Лициний Крас (младши) – завладяване на Софийската котловина и долината на река Искър; 12 пр. Хр. – 9 сл. Хр. – Клавдий Тиберий – откриване и завладяване на Панония; 85 – 86 сл. Хр. – Корнелий Фуск – окончателно завладяване на Мизия | Словения, Австрия, Хърватия, България, Сърбия, Унгария                                                         |
| 16 пр. Хр. – 9 сл. Хр.                           | римляни                                               | Пълно откриване и завладяване на Германия: 16 пр. Хр. – Клавдий Тиберий и Клавдий Друз – първо пресичане на Алпите и първо нахлуване в Южна Германия; 12 – 7 пр. Хр. – Клавдий Друз – завладяване на Северна Германия (Фризия и Фризките о-ви), долината на река Везер, планината Харц, Тевтобургската гора, Тюрингската гора и част от долното течение на река Елба; 8 пр. Хр. – 6 сл. Хр. – Клавдий Тиберий – пълно покоряване на племената по течението на река Елба, Люнебургската пустош и първо нахлуване в Ютландия (днешните земи на Дания); 6 – 9 сл. Хр. – Публий Квинтилий Вар – достигане до югозападните брегове на Балтийско море | Швейцария, Австрия, Германия, Нидерландия, Дания                                                               |
| 41 – 211                                         | римляни                                               | Пълно откриване и завладяване на цяла Англия и южните части на Шотландия: 41 – 59 – Клавдий и Авъл Плавтий – завладяване на бреговете на Бристолския залив и централната низина Мидлънд; 59 – 85 – Гай Светоний Павлин и Гней Юлий Агрикола – завладяване на остров Англси, платото Чевиот, Южношотландските възвишения, Каледония, част от Грампианските планини и Оркнейските о-ви; 85 – 211 – Публий Елий Адриан, Антонин Пий и Луций Септимий Север – пълно овладяване и покоряване на Англия | Великобритания                                                                                                 |
| 101 – 116                                        | Марк Улпий Траян                                      | Завладяване на Дакия | Румъния |
| края на II в.                                    | готи                                                  | Първо историческо зарегистрирано пресичане на Източна Европа от северозапад (Балтийско море) на югоизток (Черно море) | Полша, Беларус, Украйна, Русия                                                                                 |
| 432 – 460                                        | Свети Патрик                                          | Първо предполагаемо пътешествие на остров Ирландия | Ирландия |
| 711 – 718                                        | араби                                                 | Почти пълно завладяване на Пиренейския п-ов | Испания, Португалия                                                                                            |
| около 725                                        | ирландски монаси                                      | Откриване на Фарьорските о-ви | Фарьорските о-ви                                                                                               |
| около 795                                        | ирландски монаси                                      | Откриване на Исландия | Исландия |
| около 869                                        | Гардар                                                | Вторично откриване на Исландия | Исландия |
| около 870 – 890                                  | Отер                                                  | Първо зарегистрирано плаване покрай бреговете на Скандинавския и Колския полуострови | Норвегия, Русия                                                                                                |
| края на IX – началото на X в.                    | Абу Али Ахмед ибн Омар ибн Руста                      | Пътешествие до Волжко-Камска България и първи сведения за волжките българи | Казахстан, Русия                                                                                               |
| 1-вата пол. на X в.                              | Абу Исхак ал Фариси ал Истахри                        | Пътешествие по остров Сицилия и Андалусия | Италия, Испания                                                                                                |
| 915 – 945                                        | Масуди                                                | Пътешествие по югоизточната част на Източна Европа | Казахстан, Русия                                                                                               |
| 915 – 1077                                       | князе на Киевска Рус                                  | Откриване и завладяване на централните и южни части на Източноевропейската равнина | Украйна, Русия                                                                                                 |
| 921 – 922                                        | Ибн Фадлан                                            | Пътешествие до Волжко-Камска България през Прикаспието | Казахстан, Русия                                                                                               |
| 30-50-те години на XI в.                         | Абу Абдалах Мохамед ибн Мохамед ал Идриси             | Пътешествие в Португалия, Испания, Италия, Франция и Англия | Португалия, Испания, Италия, Франция Англия                                                                    |
| 1320                                             | Лука (Игнат Малигин)                                  | Плаване от Северна Двина към бреговете на Колския п-ов и Северна Норвегия | Русия, Норвегия                                                                                                |
| 1330 – 1334                                      | Ибн Батута                                            | Пътешествие по Югоизточна Европа на път за Средна Азия | Русия, Казахстан                                                                                               |
| 1364                                             | Степан Ляпа, Александър Абакумович                    | Първо зарегистрирано пресичане на планината Урал и достигане до река Об | Русия |
| 1394 – 1427                                      | Ханс Шилтбергер                                       | Пътешествие в южноруските степи и Приуралието | Украйна, Русия, Казахстан                                                                                      |
| 1431 – 1432                                      | Гонсало Велю Кабрал                                   | Откриване на Азорските о-ви | Португалия |
| 1457 – 1458                                      | Диого Тейди                                           | Завършване откриването на Азорските о-ви | Португалия |
| 2-рата пол. на XV в.                             | руски помори                                          | Многократни плавания към Нова Земя и начало на нейното усвояване | Русия |
| 1483                                             | Фьодор Курбски (Черния), Салтик Травин                | Ново пресичане на планината Урал и навлизане в Западен Сибир | Русия |
| 1496                                             | Генадий истома                                        | Плаване от Северна Двина покрай бреговете на Колския п-ов и Северна Норвегия до Тронхайм. Първи сведения за природа на Северна Европа | Русия, Норвегия                                                                                                |
| 1499 – 1500                                      | Пьотър Ушати, Василий Заболоцки-Бражник (Гаврилов)    | Установяване протежението и направлението на Урал от север на юг | Русия |
| 1536 – 1542                                      | Джон Лиланд (Leland, 1506 – 1552)                     | Първо географско и топографско описание на Англия и Уелс | Великобритания                                                                                                 |
| 2-рата пол. на XVI в.                            | руски помори                                          | Систематически плавания към Грумант (Шпицберген) за риболов, китобой и зверобой | Норвегия |
| 1553 – 1554                                      | Хю Уилъби, Ричард Чанслър                             | Първо плаване на западноевропейци покрай северните брегове на Скандинавския п-ов и достигане до Нова Земя и устието на Северна Двина | Норвегия, Русия                                                                                                |
| 70-те години на XVI в.                           | Павел Нишец                                           | Ежегодни плавания към Грумант (Шпицберген) | Норвегия |
| 1580 – 1581                                      | Чарлз Джакман                                         | Плаване до югоизточната част на Карско море (1580) и до Исландия (1581) | Русия, Исландия                                                                                                |
| 80-те години на XVI в.                           | руски помори                                          | Систематически плавания към река Об през протока Маточкин Шар и първи, конкретни сведения за Южния остров на Нова Земя, югоизточните брегове на Баренцево море и югозападните брегове на Карско море | Русия |
| края на 80-те години на XVI в.                   | Николай Христофор Радзивил                            | Първо картиране на района между реките Висла и Днепър. Топографско заснемане на Днепър от извора до устието, заедно с притоците му Друт, Березина със Свислоч, Припят с Птич и Стир, Горин със Случ, Тетерев и Рос. В басейна на Припят топографско заснемане на огромното блато – Полесие. Картиране на река Неман с притоците ѝ Вилия и Шчара и Западна Двина с левия ѝ приток Дисна | Русия, Украйна, Беларус, Литва, Полша                                                                          |
| 1594 – 1596                                      | Вилем Баренц                                          | 1594: Откриване на западното крайбрежие на Северния остров на Нова Земя до 77º 15` с.ш., в т.ч. п-ов Адмиралтейство (75º с.ш.), нос Карлсен (77º с.ш.) и Оранските о-ви. 1595: Достигане до остров Вайгач и протока Югорски Шар. 1596: Откриване на Мечия остров, част от западния бряг на остров Западен Шпицберген, Вуд фиорд (79º 30` с.ш.), Лифде фиорд (79º 37` с.ш.), протока Форлансунет (78º 35` с.ш.) и остров Земя Принц Карл (78º 40` с.ш.). Откриване на най-северната точка на Нова Земя | Русия, Норвегия                                                                                                |
| 1603 – 1613                                      | Андерс Буре                                           | Първо сравнително точно и вярно картиране на Скандинавския п-ов между 63° – 71º с.ш. и 12° – 42º и.д. и издаване на първата карта на полуострова през 1635 | Русия, Норвегия, Швеция, Финландия                                                                             |
| 1607 – 1608                                      | Хенри Хъдсън                                          | 1607: Откриване на остров Ян Майен (71°00′ с. ш. 8°20′ з. д. / 71° с. ш. 8.333333° з. д.). 1608: Достигане до западното крайбрежие на Нова Земя | Норвегия, Русия                                                                                                |
| 1610                                             | Джонас Пул                                            | Изследване и картиране на западния бряг на остров Западен Щпицберген и откриване заливите Хорнсун (77º с.ш.) и Белсун (77º 45` с.ш.), фиордите Ван Мейен (77º 45` с.ш.), Ис фиорд и Крос фиорд (79°12′ с. ш. 11°45′ и. д. / 79.2° с. ш. 11.75° и. д.) и протока Форлансунет, отделящ остров Земя Принц Карл (78°40′ с. ш. 11°00′ и. д. / 78.666667° с. ш. 11° и. д.) от остров Западен Шпицберген | Норвегия |
| 1611                                             | Якобс Май                                             | Вторично откриване на остров Ян Майен | Норвегия |
| 1613                                             | Томас Едж                                             | Откриване на островите Североизточна Земя (79°50′ с. ш. 23°00′ и. д. / 79.833333° с. ш. 23° и. д.), Едж (77°50′ с. ш. 23°00′ и. д. / 77.833333° с. ш. 23° и. д.) и Баренц (78°25′ с. ш. 21°30′ и. д. / 78.416667° с. ш. 21.5° и. д.), протока Стур фиорд (разделяш Едж и Западен Шпицберген) и протока Фримен (78°15′ с. ш. 22°10′ и. д. / 78.25° с. ш. 22.166667° и. д., разделящ Западен Шпицберген и Североизточна Земя) | Норвегия |
| 1630 – 1648                                      | Гийом дьо Боплан                                      | Топографско картиране на територия от около 500 хил км2 между 45º и 51º 30` с.ш. и 24º и 36º и.д., в т.ч. 1100 км от долното течение на река Днепър, десните ѝ притоци Уж, Тетерев, Ирпен, Рос, Тясмин и др., заедно с басейните им, река Южен Буг с левите ѝ притоци Синюха и Ингул, средното и долно течение на река Днестър с притоците ѝ Гнилая Липа, Серет и Збруч и оконтуряване на Приднепровското възвишение | Беларус, Украйна, Молдова                                                                                      |
| 1680 – 1685                                      | Едмънд Дамер                                          | Топографско картиране на над 10 хил. км от северните брегове на Средиземно море от Гибралтар до Гърция, в т.ч. Балеарските о-ви, Корсика, Сардиния, Сицилия, Корфу и др. | Испания, Франция, Италия, Гърция                                                                               |
| 1681 – 1688                                      | Грийнвил Колинс                                       | Първо, точно картиране на брегове на Англия, Уелс и остров Ман и източното крайбрежие на Шотландия и издаване на морски атлас на британското крайбрежие и диаграми на преобладаващите ветрове под заглавието: „Great Britain's Coasting Pilot“ (1693) (в превод „Лоцман на британското каботажно плаване“) | Великобритания                                                                                                 |
| 1699                                             | Корнелий Крюйс (1657 – 1727)                          | Топографско заснемане на 1300 км от течението на река Дон от Воронеж до Азовско море и над 500 км от североизточното крайбрежие на Азовско море | Русия, Украйна                                                                                                 |
| 10-те години на XVIII в.                         | Джон Адеър (Adair, 1655 – 1722)                       | Топографско картиране на северното крайбрежие на Шотландия, Оркнейските и Шетлъндски о-ви и залива Фърт ъф Клайд | Великобритания                                                                                                 |
| 1717 – 1719                                      | Фьодор Соймонов                                       | 1717 – 1718: Топографско картиране на крайбрежието на Балтийско море в района на Гангут и остров Сааремаа. 1719: Описание и картиране на западното крайбрежие на Каспийско море от Астрахан на север до устието на река Кура на юг | Финландия, Естония, Русия                                                                                      |
| 1721 – 1729                                      | Аким Фьодорович Клешнин, Алексей Жихманов             | Топографско картиране на територия с площ около 400 хил. км2 – от руско-шведската граница до вододела на реките Онега и Северна Двина и от Бяло море до 58ºс.ш. Картиране бреговете на Ладожкото езеро, в т.ч. островите Валаам, Мантсинсари и Лункулансари, езерата Янисъярви, Суоярви и голяма част от Пюхяярви, на запад (в района на Виборг) – редица тесни и дълги езера, разположени на Карелския провлак, в т.ч. Вуокса. Картиране на Виборгския залив, Онежкото езеро с Повенецкия и Заонежки заливи и Големия Климецки остров, езерата Водлозеро, Сегозеро, Вигозеро, Куйто, Ондозеро и Нюк. Картиране на река Онега с езерата Воже и Лача до устието ѝ, Онежки залив, Онежкия полуостров, Молого-Шекснинската низина и Бяло езеро | Русия |
| 1734 – 1735                                      | Степан Войнович Муравьов                              | Топографско картиране на протока Югорски Шар и брега на Карско море на изток от него | Русия |
| 1736 – 1737                                      | Степан Малигин                                        | Топографско картиране на североизточното крайбрежие на Европа от устието на река Печора до устието на река Кара | Русия |
| 1737 – 1739                                      | А. Корнилов                                           | Първи зимувания на архипелага Шпицберген и събиране на множество сведения за природата му | Норвегия |
| 40-те години на XVIII в.                         | Мърдок Маккензи                                       | Първо точно картиране на Оркнейските о-ви и полагане началото на точното картиране на Хебридските о-ви, в т.ч. остров Люис | Великобритания                                                                                                 |
| 50-те години на XVIII в.                         | Никола Демаре (1725 – 1815)                           | Първо изследване на платото Антрим в Ирландия | Ирландия |
| 50-те години на XVIII в.                         | Йохан Готлиб Леман (1719 – 1867)                      | Изследване на северните склонове на Тюрингския Лес и възвишенията от двете страни на река Везер от сливането на реките Вера и Фулда до 52º с.ш. | Германия |
| 1751 – 1758                                      | Жан-Етиен Гетар                                       | Първи геоложки, минераложки и ботанически изследвания в Парижкия басейн, областта Оверн в Централна Франция, в т.ч. масива Пюи дьо Дом и древния вулкан Мон Дор в Централния Френски масив и изследване и картиране на всички по-големи реки вливащи се в Атлантическия океан между устията на Рейн и Гарона | Франция, Белгия                                                                                                |
| 1753 – 1779                                      | Мърдок Маккензи                                       | Завършване на картирането на британските брегове, в т.ч. западните брегове на Шотландия и Ирландия, северозападните брегове на Англия (1753 – 1769) и северните и западните на Уелс (1769 – 1779) | Великобритания, Ирландия                                                                                       |
| 1756 – 1757                                      | Беляев                                                | Първо топографско картиране на Канинския, Мезенския и Зимния брегове на Бяло море и остров Моржовец (66°43′ с. ш. 42°35′ и. д. / 66.716667° с. ш. 42.583333° и. д.) | Русия |
| 1758 – 1794                                      | Орас дьо Сосюр                                        | Първи физикогеографски изследвания на Алпите. 1758 – планините около Женева; 1759 – планината Юра; 1760 – цялата долина на река Арв (ляв приток на Рона); 1761 – 1782 – Савойските Предалпи (на юг от Женевското езеро, между горното течение на Рона и притока ѝ Арв), в т.ч. хребета Репозуар в Савойските Алпи, езерото Аннеси и планините Бож и Шартрьоз (2082 м), разположени покрай десния бряг на река Изер, подножието на масива Монблан и ледниците спускащи се от него, северната част на Грайските Алпи и югозападните склонове на Пенинските Алпи; 1783 – двата склона на Лепонтинските Алпи, в т.ч. долината на река Ааре (ляв приток на Рейн), изворите на река Рона, долината на река Маджа и езерото Лаго Маджоре; 1784 – 1786 – южните склонове на Приморските Алпи и Провансалските Предалпи; 1787 – Лигурийските Апенини; 1789 – планинския масива Монте Роза в Пенинските Алпи | Франция, Швейцария, Италия                                                                                     |
| 1760 – 1762                                      | Жан-Етиен Гетар                                       | Изследване на северните склонове на Бескидите между изворите на Висла и десния ѝ приток Раба, пресичане на източната част на Германо-Полската низина и Балтийското възвишение и през Мазурското Поезерие достигане до Гданския залив. Изкачване покрай десния бряг на Висла до Люблинските възвишения, преминаване по вододела между реките Вепш и Буг до Лвов и от там по 50º с.ш. завръщане в Краков. Създаване на първата геоложка карта на Полша | Полша, Украйна                                                                                                 |
| 1760 – 1763                                      | Сава Теофанович Лошкин                                | Първо заобикаряне от север на Нова Земя и два пъти зимуване на източния ѝ бряг | Русия |
| 1761 – 1797                                      | Ладзаро Спаланцани (1729 – 1799)                      | Първи физикогеографски изследвания на Апенинския п-ов: Лигурийските Апенини (1780 – 1783), Тоскано-Емилианските Апенини (1789), Умбро-Маркските Апенини, Неаполитанските Апенини, Калабрийските Апенини и планините на остров Сицилия | Италия |
| 1763 – 1764                                      | Никола Демаре                                         | Изследване на областта Оверн и съставяне на първата геоложка карта на древните вулкани в областта | Франция |
| 1764 – 1766                                      | Михаил Степанович Немтинов                            | Първо посещение на архипелага Шпицберген с научна цел и картиране на залива Клонбай | Норвегия |
| 1765 – 1766                                      | Василий Чичагов                                       | Първи два неуспешни опита за пременаване през Северния полюс от Европа до Беринговия проток. Достигане до 80º 30` с.ш. на север от Шпицберген | Норвегия |
| 1765 – 1791                                      | Йохан Якоб Фербер (1743 – 1791)                       | Геоложки изследвания на Рудните планини, Чешкия Лес, Карпатите, Алпите и планинските масиве в Англия и Шотландия | Германия, Чехия, Полша, Австрия, Великобритания                                                                |
| 1766                                             | Никола Демаре                                         | Изследване на вулканските райони на Италия от Виченца и Падуа до Неапол | Италия |
| 1766 – 1767                                      | Яков Яковлевич Чиракин (неизв.-1768)                  | Завършване откриването на протока Маточкин Шар и доказване, че Нова Земя е двоен остров | Русия |
| 1768 – 1769                                      | Самуел Готлиб Гмелин                                  | 1768: Изследване на Валдайските възвишения и определяне на размерите (400 на 80 версти) и границите му; 1769: Изследване на цялото течение на река Дон, соленото езеро Баскунчак и възвишението Голямо Богдо на юг от езерото. Оконтуряване на делтата на Волга и изследва северозападното крайбрежие на Каспийско море | Русия |
| 1768 – 1769                                      | Петер Симон Палас                                     | 1768: Изследване на голяма част от течението на река Клязма, левия бряг на Ока до Муром, бреговете на река Пяна (ляв приток на Сура), северозападната част на Приволжките възвишения, долината на река Голям Черемшан, Бугулминско-Белебеевското възвишение, горния басейн на река Сок и хълмовете Сокски Яр, разположени покрай десния бряг на реката; 1769: Изследване на възвишението Жигули, Соколовите планини, вододела между реките Самара и Голям Кинел, Губерлинските планини, река Урал до устието ѝ, реките Голям и Малък Узен, езерото Индер, част от Прикаспийската низина и описание и картиране устието на река Урал | Русия, Казахстан                                                                                               |
| 1768 – 1769                                      | Фьодор Розмислов, Яков Яковлевич Чиракин              | 1768: Първа научна експедиция към Нова Земя и провеждане на хидрографски изследвания. Първо подробно топографско заснемане на протока Маточкин Шар и част от западното крайбрежие на Южния остров, в т.ч. п-ов Панкова Земя (73º 10` с.ш.). 1769: Откриване на залива Незнайни (73°45′ с. ш. 57°33′ и. д. / 73.75° с. ш. 57.55° и. д.) на югоизточното крайбрежие на Северния остров | Русия |
| 1768 – 1770                                      | Йохан Антон Гюлденщед                                 | 1768: Изследване на Валдайските възвишения и изворната област на реките Волга, Западна Двина и Днепър; 1769: Изследване на Окско-Донската равнина, река Хопьор (ляв приток на Дон) и Калачкото възвишение, покрай десния бряг на Хопьор; 1770: Изследване на част от Прикаспийската низина, Кумо-Маничката падина, Кубанската и Куманската степи, реките Кума и Западен Манич | Русия |
| 1768 – 1773                                      | Иван Лепьохин                                         | 1768: Изследване на северната част на Приволжкото възвишение, левите притоци на Волга – Голям Черемшан и Сок, Соколовите планини (покрай десния бряг на река Сок) и възвишението Сокски Яр; 1769: Изследване на Белите планини (част от Приволжкото възвишение, покрай десния бряг на Волга), река Волга до Ахтуба, пустинята Рън-Пески и изкачване по река Урал до Оренбург; 1770: Изследване долината на река Белая до Ишимбай, част от хребетите на Урал, в т.ч. Ямантау, Иремел и Аваляк, описание на изворите на река Урал около връх Круглая, реките Уй и Миас и хребетите Зигалга и Уренга; 1771: Описание на няколко уралски върхове в т.ч. Конжаковски Камен, достигане до Соликамск, след това на запад до горното течение на река Вятка, изкачване по река Летка до горното ѝ течение, пресичане на възвишението Северни Ували, достигане до горното течение на река Луза и по реките Вичегда и Северна Двина спускане до Архангелск; 1772: Изследване на Мудюгския остров (64°54′ с. ш. 40°15′ и. д. / 64.9° с. ш. 40.25° и. д.), описание на три от Соловецките о-ви, достигане до Кандалакшкия залив, изкачване по река Нива до езерото Имандра и откриване покрай левия брягна реката на възвишение с височина до 785 м. Достигане до устието на река Поной, пресичане на най-тясната част на Бяло море, описание на остров Моржовец (66°43′ с. ш. 42°35′ и. д. / 66.716667° с. ш. 42.583333° и. д.), изследване на Кулойския залив, устието на река Мезен и река Нес (66º 39` с.ш.), достигане до река Вижас, спускане по нея до Чешкия залив (67°30′ с. ш. 46°30′ и. д. / 67.5° с. ш. 46.5° и. д.), проследяване на западния и северния бряг на Чешка губа, пресичане на п-ов Канин по реките Чьоша и Чижа достигане до Архангелск; 1773: Изследвания в Прибалтика и Беларус | Русия, Естония, Латвия, Беларус                                                                                |
| 1769                                             | Никола Демаре                                         | Изследване на Централния Френски масив на юг от планината Плон дю Кантал | Франция |
| 1769                                             | Михаил Степанович Немтинов                            | Топографско картиране на цялото крайбрежие на Онежкия полуостров, между устията на реките Северна Двина и Онега | Русия |
| 1769 – 1770                                      | Юхан Фалк                                             | 1769: Изследване на цялото течение на река Медведица (ляв приток на Дон) и част от левия бряг на Дон до устието на река Иловля и достигане до Астрахан; 1770: Пресичане на Прикаспийската низина в североизточна посока и изследване на река Урал до 54º с.ш. | Русия, Казахстан                                                                                               |
| 1769 – 1771                                      | Николай Ричков                                        | 1769: Изследване на лесостепите и степите на Заволжието и средното течение на река Кама, изкачване по река Шешма (ляв приток на Кама) до изворите ѝ, спускане по река Зай, изкачване по Кама до притока ѝ река Ик, изследване на цялото течение на последната, възвишението Кинелски Яри и изворите на река Дьома (приток на Белая); 1770: Изследване на част от река Белая, притока ѝ Танип (360 км) и Сарапулските възвишения (56 – 57º с.ш.), спускане по Кама до устието ѝ, достигане на север до устието на река Чепца (ляв приток на Вятка), изследване на цялото ѝ течение, изворите на река Вятка, Верхне-Камското възвишение, реките Обва и Колва и възвишението Полюдов кряж; 1771: Изследване на степите около река Ор (ляв приток на Урал) и долното течение на река Дьома | Русия, Казахстан                                                                                               |
| 1770                                             | Йохан Готлиб Георги                                   | Изследване на Оренбургския край, възвишението Общ Сирт и Прикаспийските степи | Русия, Казахстан                                                                                               |
| 1770                                             | Никита Соколов                                        | Първо изследване на източната част на Прикаспийската низина. Спускане по река Урал до 48ºс.ш., достигане до соленото езеро Жалтир, продължаване на югозапад до 50º и.д., завиване на североизток, достигане до Атирау (Гурев) и изследване на изток от него на редица солончаци | Казахстан |
| 70-ге години на XVIII в.                         | Жан Андре Делюк (1727 – 1817)                         | Изследване на Бернските Алпи и ледниците в тях, северните склонове на Пенинските Алпи, планината Юра (1718 м) и загасналите вулкани във възвишенията Айфел, Хунсрюк, Таунус, Золинг и Харц | Швейцария, Германия                                                                                            |
| 70-ге години на XVIII в.                         | Жан Луи Жиро-Сулави (1751 – 1813)                     | Изследване на областите Оверн и Прованс и източната част на Централния Френски масив – планината Вивара, между реките Лоара и Рона | Франция |
| 1771                                             | Самуел Готлиб Гмелин                                  | Изследване долното течение на Волга между Астрахан и Царицин (Волгоград), Сарпинските езера и част от теченето на река Кума | Русия |
| 1771                                             | Василий Зуев                                          | Изследване на 170 км от източния склон на Полярен Урал до връх Константинов Камен и част от крайбрежието на Байдарацка губа до устието на река Кара и откриване на югоизточната част на хребета Пай-Хой | Русия |
| 1771 – 1772                                      | Николай Озерецковски                                  | 1771: Изследване на Мурманския бряг от устието на река Поной до Колския залив (69°09′ с. ш. 33°30′ и. д. / 69.15° с. ш. 33.5° и. д.), изкачване по река Кола, преминаване през четири езера, в т.ч. Имандра и достигане до Кандалакшкия залив; 1772: Изследване на южния и източния бряг на Чижкия (67°30′ с. ш. 46°30′ и. д. / 67.5° с. ш. 46.5° и. д.) и Индигския заливи (67°44′ с. ш. 48°35′ и. д. / 67.733333° с. ш. 48.583333° и. д.) до нос Свети Нос (67°54′ с. ш. 48°35′ и. д. / 67.9° с. ш. 48.583333° и. д.) | Русия |
| 1771 – 1790                                      | Йохан Еренрейх Фихтел (1732 – 1795)                   | Изследване на Западните Карпати, в т.ч. хребетите Малки Карпати, Високите Татри, Ниските Татри и масива Токай около река Тиса | Словакия, Унгария                                                                                              |
| 1772 – 1773                                      | Юхан Фалк                                             | 1772: Изследване на източните склонове на Среден Урал; 1773: Изследване на Волга от Казан до Астрахан и езерата на запад от Астрахан, между 47° – 48º с.ш. | Русия |
| 1773                                             | Никита Соколов                                        | Изследване на целите източните склонове на възвишението Ергени, достигане на запад до река Калаус (десен приток на Източен Манич) и от там, покрай източните склонове на Ставрополското възвишение – на юг до река Кума | Русия |
| 1773 – 1774                                      | Йохан Готлиб Георги                                   | 1773: Изследване на около 800 км от западните склонове на Урал до Оренбург, западната част на възвишението Общ Сърт, реките Голям Узен и Голям Иргиз и част от Волга до Астрахан; 1774: Изкачване по Волга до Ярославъл и изследване на река Унжа (приток на Волга), Чухломското и Галичко езера, Галичко-Чухломската равнина и езерата Неро (Ростовско) и Плещеево (Переславское) | Русия |
| 1773 – 1774                                      | Йохан Антон Гюлденщед                                 | 1773: Изследване делтата на река Дон, северния бряг на Азовско море, в т.ч. косите Крива, Белосарайска и Бердянска, Миуския лиман, долното течение на река Калмиус и други реки до Бердянския залив, западната част на Приазовското възвишение, реките Берда, Молочная и Конска и левия бряг на Днепър между устията на реките Конска и Самара; 1774: Изследване на долното течение на Днепър между реките Ингулец и Синюха, северната част на Донецкия кряж, река Айдар (десен приток на Северски Донец) и Днепърската низина | Русия, Украйна                                                                                                 |
| 1773 – 1774                                      | Петер Симон Палас                                     | Пресичане на Урал от Челябинск до река Уфа (на 56º с.ш.), преминаване през горното течение на река Ирен (ляв приток на Силва, от басейна на Кама), достигане до горното течение на река Танип (десен приток на Белая, от басейна на Кама) и до Кама на 54º и.д. Пресичане на Кама и Сарапулските възвишения, завиване на юг и по 53º и.д. преминаване през Бугулминско-Белебеевските възвишения, Общия Сърт и достигане до река Урал. Спускане покрай десния ѝ бряг до 50º с.ш., завиване на югозапад и проследяване течението на река Кушум (бифуркация на Урал и губеща се в езерото Бирказанкол – 49°10′ с. ш. 50°20′ и. д. / 49.166667° с. ш. 50.333333° и. д.). Изследване на Камъш-Самарските езера и долните течения на вливащите се в тях реки Голям и Малък Узен, продължаване на югозапад, пресичане на пустинята Рън-пески (около 40 хил. км2, най-голямата в Европа) и достигане до Астрахан. Изследване на Сарпинската низина, река Сарпа и Сарпинските езера, езерата Елтон и Баскунчак и височините Голямо и Малко Богдо | Русия, Казахстан                                                                                               |
| 1774 – 1788                                      | Джон Плейфеър, Джеймс Хътън                           | Първи геоморфоложки изследвания във Великобритания. Изследване на възвишението Ламермур Хилс (югоизточно от Единбург), Грампианските планини, Пенинските планини и Камбрийските планини в Уелс | Великобритания                                                                                                 |
| 1777 – 1796                                      | Балтазар Акке                                         | Изследване на Алпите (1777 – 1786). 1777: Изследване на планините разположени между Словенските (Юлийски) Алпи и Динарските планини. Откриване на хребета Караванке на север от Юлийските Алпи. Изследване на хребета Погоре, крайната източна част на Алпите и други възвишения по бреговете на река Драва до изхода ѝ в равнината на 16° 20` и.д. Изследване на долината на река Купа (десен приток на Сава), извършване на кръгов маршрут по п-ов Истрия и изкачване на най-високия му връх Вояк на масива Учка; 1779: Изкачване на връх Триглав (2863 м, най-високия връх на Словения) и изследване на река Мела (ляв приток на Драва) и хребета Висок Тауерн, откриване и описване на множество ледници; 1781: Проследяване на хребета Караванке, изследване на около 30 км от северните и южните склонове на Карнийските Алпи и долината на река Гайл (десен приток на Драва), течаща на север от тях; 1781 – 1783: Изследване на хребетите Плешевица, Мала Капела и Велебит и лежащото между тях плато Лика в Динарските планини. Изследване долините на реките Таляменто и Пияве до изворите им, горното течение на Драва, проследяване на южния склон на Карнийските Алпи на 100 км, пресича по 46° 30` с.ш. на Доломитовите Алпи. Достигане до южното подножие на масива Ортлес, изследване на горното течение на река Ольо (ляв приток на По), масива Адамело, горното течение на река Ада, долината Валтелина и Бергамските Алпи. Заобикаляне от север масива Бернина, достигане до изворите на река Ин, продължаване на запад по 46º 30` с.ш., достигане до река Заден Рейн и спускане по нея до устието на река Преден Рейн, където двете реки, сливайки се образуват река Рейн. Изследване горното течение на Ин, реките Енгадин и Цилер и изкачване по долината на последната в Цилерталските Алпи. Проследяване на Кицбюелските Алпи, изследване на хребета Кайзер и планината Щейнернес-Мер. Изучаване на западния участък на планината Дахщейн и хребета Нисък Тауерн и откриване изворите на река Мур (ляв приток на Драва); 1784 – 1786: Изследване на Източните Алпи, в т.ч. Норийските Алпи и хребетите Висок Тауерн и Нисък Тауерн. Изследване на Карпатите (1788 – 1796). 1788: Преминаване през Молдавските Карпати от запад на изток, пресичане долините на реките Бистрица и Молдова (десни притоци на Серет), завиване на север, преминаване покрай Молдавските (Бесарабски) възвишения до средното течение на река Днестър, завиване на запад и в областта Буковина изследване на горния басейн на река Прут, в т.ч. река Черемош (десен приток); 1789 – 1791: Изследване на предпланинската част на Буковина, продължаване на юг през долините на реките Прут, Сирет и Молдова към река Бистрица, изследване на платото Бърлад, достигане до град Яш, завиване на запад, пресичане на Източните Карпати между 46º и 47º с.ш. и изследва планината Гургиу (1777 м) в горното течение на река Марош (Муреш); 1793 – 1794: Изследване изворните области на реките Прут и Тиса в района на масива Говерла, хребета Горгани и горните течения на Днестър и Сан. Пресичане на Карпатите по 49º с.ш., достигане до Словашките Рудни планини и изследване на Бешчадите и Ниските Бескиди и през прохода Дукля в Ниските Бескиди завръщане в Лвов; 1796: Изследване на Сандомирската котловина, горните притоци на Висла и изворите ѝ във Високите Бескиди (1725 м). Проследяване и изследване на южните склонове на Високите Бескиди и северните склонове на Високите Татри. Изкачване на връх Герлаховски Щит и изследване на южните склонове на Малките Карпати | Австрия, Словения, Италия, Швейцария, Германия, Румъния, Молдова, Украйна, Словакия, Полша                     |
| 1778 – 1779                                      | Пьотър Иванович Григорков (1750 – 1824)               | Първо, сравнително точно картиране на Терския бряг на Колския п-ов, в т.ч. п-ов Свети Нос и залива Свети Нос | Русия |
| 1779                                             | Ерик Лаксман                                          | Изследване на бреговете на Онежкото езеро, езерото Вигозеро и цялото течение на река Виг и извършване на хидрографски измервания в Онежкия залив на Бяло море | Русия |
| 1780 – 1814                                      | Джовани Антонио Рици-Цанони (неизв.-1814)             | Първо, сравнително точно картиране на Южна Италия, в т.ч. Неаполитанските, Луканските и Калабрийските Апенини, масива Гаргано, платото Ле Мурдже и др. | Италия |
| 1781, 1784                                       | Дедоне Доломе дьо Грате (1750 – 1801)                 | Първи геоложки изследвания на остров Сицилия, в т.ч. масива Етна, планините Пелоритани и Неброди и масива Ле Мадоние, северозападното, западното и югозападното крайбрежие на острова, долината на река Мадзара, масива Камарата, планината Ереи и Калабрийските Апенини, в т.ч. масива Аспромонте | Италия |
| 1781 – 1782                                      | Василий Зуев                                          | Изследване района на реките Южен Буг и Днепър, част от Средноруските възвишения и Приднепровското възвишение и откриване на Кривойрожкия железноруден басейн | Украйна, Русия                                                                                                 |
| 1783 – 1785                                      | Карл Иванович Габлиц (1752 – 1821)                    | Първи геоложки и геоморфоложки изследвания на Керченския п-ов | Украйна |
| 1783 – 1785                                      | Берсенев                                              | Първи хидрографски изследвания на западния и южния бряг на Кримския п-ов от нос Тарханкут (45°21′ с. ш. 32°30′ и. д. / 45.35° с. ш. 32.5° и. д.) до Керченския проток | Украйна |
| 1783 – 1786                                      | Висенте Тофиньо де Сан Мигел                          | Първо детайлно картиране на цялото крайбрежие на Пиренейския полуостров и издаване през 1789 на двутомен „Морски атлас на Испания“ с приложение към него на „Лоция на испанските брегове“ („Derrotero de las costas de España en el Océano Atlántico y de las islas Azores o Terceras, para inteligencia y uso de las cartas esféricas“) | Испания, Португалия                                                                                            |
| 1785                                             | Николай Озерецковски                                  | Изследване на езерата Ладожко, Онежко и Илмен и водопада Кивач на река Суна | Русия |
| 1786 – 1789                                      | Анри Пол Ребул (1763 – 1839)                          | Първи тригонометрични измервания в Пиренеите между 0º 45` з.д. и 2º 30` и.д. и определяне височината на над 20 трихилядника и около 30 двухилядника | Испания, Франция                                                                                               |
| 1789 – 1805                                      | Станислав Сташиц                                      | Картиране на район с площ около 1,1 млн. км2 – от Балтийско море до Дунав и от 16º и.д. до река Днепър. Картиране на целите Карпати, в т.ч. Малките Карпати, Белите Карпати, Мала Фатра, Високите Татри, Ниските Татри, Словашките Рудни планини, възвишенията между реките Ваг и Грон (леви притоци на Дунав), планината Бюк, Високите Бескиди, Ниските Бескиди и Бешчадите. Източните Карпати, в т.ч. хребетите Лесисти Карпати и Келиман, части от Южните Карпати, в т.ч. Фегераш и Банатските планини, планината Апусени (Западно-Румънски планини) и Трансилванското плато, Малката Среднодунавска равнина, възвишението Пилиш (в „коляното“ на Дунав), Голямата Среднодунавска низина (Унгарската Пуста, Алфьолд), възвишения между Балтийско море и река Нотец, Малополското възвишение (18 – 20º и.д.), Свентокшиското възвишение, Волино-Подолското възвишение (24 – 30º и.д.), Приднепровското възвишение, Бесарабското възвишение и Черноморската низина | Полша, Словакия, Унгария, Чехия, Украйна, Румъния, Молдова                                                     |
| 1790                                             | Йохан Георг Тралес                                    | Картиране на цялото течение на река Ааре, Тунското, Бриенцкото и Боденското езера | Швейцария |
| 1790                                             | Александър фон Хумболт                                | Първи физикогеографски изследвания в Белгия, Холандия, Англия и Франция | Белгия, Холандия, Великобритания, Франция                                                                      |
| 1791 – 1796                                      | Свейн Палсон                                          | Изследване на югоизточните части на Исландия, в т.ч. ледника Ерайваййокудъл и вулканските масиви Ок (64°40′ с. ш. 21°00′ з. д. / 64.666667° с. ш. 21° з. д.), Ейяфядлайокудъл (63°55′ с. ш. 19°35′ з. д. / 63.916667° с. ш. 19.583333° з. д.) | Исландия |
| 1792 – 1795                                      | Луи Франсоа Елизабет Рамон дьо Карбонер (1755 – 1827) | Геоложки изследвания в Централните Пиренеи, в т.ч. върховете Миди д`Осо, Пик Лон, Винмал, Мон Пердю и Пик де Ането | Испания, Франция                                                                                               |
| 1793 – 1795                                      | Петер Симон Палас                                     | Първи физикогеографски изследвания на Кримския п-ов | Украйна |
| 1797 – 1798                                      | Джоузеф Билингс                                       | Хидрографски изследвания на южните, западните и северозападните бреговете на п-ов Крим и черноморското крайбрежие на от нос Тарханкут до Днестровския лиман | Украйна |
| 1798 – 1799                                      | Джузепе Ачерби                                        | Изкачване по река Турнеелв и по левия ѝ приток Муониойоки, пресичане на възвишението Манселкя, спускане по река Алтаелв до Алта фиорд (70°07′ с. ш. 23°09′ и. д. / 70.116667° с. ш. 23.15° и. д.), преминаване през протока Варгсун (70°22′ с. ш. 23°26′ и. д. / 70.366667° с. ш. 23.433333° и. д.), отделящ остров Сейлан (70°25′ с. ш. 23°16′ и. д. / 70.416667° с. ш. 23.266667° и. д.) от континента и протока Ролвсьосун, отделящ остров Ролвсьо (70°58′ с. ш. 24°00′ и. д. / 70.966667° с. ш. 24° и. д.) от континента, заобикаляне на п-ов Порсангер от север и достигане до остров Магерьо (71°03′ с. ш. 25°42′ и. д. / 71.05° с. ш. 25.7° и. д.). Посещаване на остров Квальо (70°38′ с. ш. 23°54′ и. д. / 70.633333° с. ш. 23.9° и. д.) и изследване на възвишението Оунаселкя, разположено покрай левия бряг на Турнеелв | Швеция, Финландия, Норвегия                                                                                    |
| края на XVIII в.                                 | Матиас фон Флурл (1756 – 1823)                        | Физикогеографски изследвания на Баварското плато, възвишенията Баварския Лес и Фихтел и западните склонове на Чешкия Лес | Германия |